# Ngành Giun đốt
Ngành Giun đốt (Annelida, từ tiếng Latinh anellus, "vòng nhỏ"), là một ngành động vật, tùy vào nhiều thống kê thì ngành này có hơn 24,880 loài còn sinh tồn hoặc 16,000 loài được mô tả. Những sinh vật này thích nghi với những môi trường sinh thái khác nhau – một số sống trong môi trường chuyên biệt như vùng gian triều và quanh miệng phun thủy nhiệt, số khác ở nước ngọt, và một số nữa sống trong đất ẩm.
Đây là những động vật đối xứng hai bên, thể khoang, không xương sống. Nhiều loài có chi bên để di chuyển. Hầu hết sách vở dạy trong nhà trường vẫn dùng cách phân loại truyền thống chia ngành Giun đốt ra thành Polychaeta (các loài ở biển), Oligochaete (giun đất) và Hirudinea (đỉa). Nghiên cứu phát sinh loài từ năm 1997 đã làm thay đổi tận gốc cách nhìn này, xếp Hirudinea vào Oligochaete (và có thể xếp cả Oligochaete vào Polychaeta). Thêm vào đó, Pogonophora, Echiura và Sipuncula, trước đây là những ngành riêng, nay được coi như phân nhóm của Polychaeta. Ngành Giun đốt là thành viên của Lophotrochozoa, một Siêu ngành Động vật miệng nguyên sinh mà cũng bao gồm thân mềm, tay cuộn, giun dẹp và giun tròn.

## Phân loại và sự đa dạng
Có trên 22.000 loài giun đốt còn sinh tồn, với kích thước biến thiên từ mức hiển vi đến 3 mét (9,8 ft) ở Megascolides australis và Amynthas mekongianus (Cognetti, 1922). Dù những nghiên cứu đã làm thay đổi triệt để quan điểm của các nhà nghiên cứu về ngành này, đa số sách giáo khoa vẫn chia ngành Giun đốt ra làm:
- Polychaeta (chừng 12.000 loài[6]). Polychaeta có chi bên (parapodia).[12] Hầu hết là động vật biển, số ít sống nước ngọt hay trên cạn.[14]

- Clitellate (chừng 10.000 loài[7]). Không có chi bên. Chúng có cơ quan sinh sản riêng là búi tuyến da, tạo nên một cái "kén nhộng" bọc và nuôi dưỡng trứng đã thụ tinh cho đến khi nở.[13][15] Clitellate được phân chia thành:[12]
  - Oligochaete gồm giun đất. Đa số đều đào đất và ăn vật chất hữu cơ mục rữa.[14]
  - Hirudinea gồm đỉa và họ hàng.[12] Các loài ở biển là kí sinh trùng hút máu (chủ yếu ở cá), còn các loài nước ngọt săn và hút máu con mồi.[14] Chúng có miệng hút ở hai đầu cơ thể nên có thể di chuyển giống sâu đo.[8]

Archiannelida, một nhóm giun đốt sống trong khoảng không giữa các hạt trầm tích đáy biển, từng được coi là một lớp riêng do cấu trúc cơ thể đơn giản của chúng, song nay được xếp vào Polychaeta. Những nhóm khác mà nay được xem là thuộc ngành Giun đốt là:
- Pogonophora/Siboglinidae được phát hiện năm 1914. Chúng từng được phân loại là một ngành riêng, Pogonophora, hay thành tận hai ngành, Pogonophora và Vestimentifera. Chúng hiện được tái phân loại như một họ, Siboglinidae, trong Polychaeta.[14][16]
- Echiura có lịch sự phân loại "biến động": vào thế kỉ XIX chúng thuộc ngành "Gephyrea"; rồi Echiura được coi là giun đốt cho đến thập niên 1940, khi chúng được tái phân loại thành ngành riêng; năm 1997, chúng lại được xếp vào ngành Giun đốt.[6][16][17]
- Myzostomida là kí sinh trùng. Trong quá khứ, chúng được coi như họ hàng gần của sán lá hay gấu nước.
- Sipuncula ban đầu cũng được coi là giun đốt, dù cơ thể chúng không phân đốt hay có chi bên. Sipuncula sau đó được gắn với động vật thân mềm, dựa trên sự phát sinh hình thái và đặc điểm ấu trùng. Phân tích phát sinh loài 79 protein ribôxôm cho thấy vị trí của Sipuncula là trong ngành Giun đốt.[18]